# Mikołaj Kulaszyński
Mikołaj Kulaszyński (ur. w 1828 w Tereszpolu, zm. 18 października 1901 w Rohatynie) – polski ksiądz katolicki, powstaniec styczniowy, zesłaniec na Syberię.

## Życiorys
Po ukończeniu w 1855 seminarium duchownego w Lublinie i krótkiej pracy w parafii, został wikariuszem kolegiaty w Zamościu. W tym czasie otrzymał Order św. Stanisława III klasy za opiekę nad więźniami. Od 1861 był proboszczem parafii w Łaszczowie. Po wybuchu powstania styczniowego udzielał powstańcom wszechstronnej pomocy – tak duszpasterskiej, jak i materialnej. Aresztowany przez władze carskie, po półtorarocznym pobycie w więzieniu w Zamościu został skazany na zesłanie na Syberię, do Kraju Krasnojarskiego, gdzie przebywał do 1866. W tym roku księdza Kulaszyńskiego, wraz ze wszystkimi innymi skazanymi polskimi księżmi katolickimi (w liczbie 153), osiedlono we wsi Tunka w pobliżu jeziora Bajkał. Miało to odciąć polskich zesłańców od pomocy duchownej i wsparcia moralnego. Karę odbywał aż do 1882, gdy zezwolono mu osiedlić się w europejskiej części Rosji, w Spasku, a w 1889 zezwolono na wyjazd do Galicji. Osiedlił się w Rohatynie, gdzie był kapelanem miejscowego zakonu żeńskiego. 
Opublikował dwie książki poświęcone swoim obserwacjom z rejonu Tunki:
- Tunka i jej okolice w Sajańskich Górach, Poznań 1887.
- Trzy pisma z wygnania, Lwów 1890 (wydanie poszerzone – 1892).

Dodatkowo w czasopiśmie „Warta”, wydawanym w Poznaniu, wydrukował w 1887 artykuły pt. Z Syberii; Buriaci stepu tunkińskiego; Wieś Tunka i pobyt w niej kapłanów polskich od 1865 - 1875 r. 